# Wiprecht Grojčský
Wiprecht Grojčský nebo též Wiprecht z Grojče (něm. Wiprecht von Groitzsch; kolem 1050? – 22. květen 1124 Klášter Pegau) byl německý šlechtic, přítel, bojovník a rádce českého krále Vratislava II. Jako Wiprecht II. byl purkrabí župy Balsamgau, od roku 1070 hrabě z Grojče a jako Wiprecht I. od roku 1123 markrabě míšenský a lužický.

## Život
Wiprecht byl synem Wiprechta, který měl držby v panství Stendal-Tangermünde, a Sigeny z Grossleinungen. Panství svého otce vyměnil okolo roku 1070 za purkrabství v Grojči u Lipska. Když Vratislav II. poskytl roku 1080 pomoc Jindřichovi IV. v bitvě u Flarcheimu proti římskému protikráli Rudolfovi Švábskému, čeští bojovníci museli ustoupit. Wiprecht z Grojče, Vratislavův spojenec, jehož území bylo dobyto Rudolfem, utekl do Čech.
V roce 1083 stál Vratislav opět na straně Jindřicha IV. při dobývání Říma. Jindřicha podpořilo 300 českých bojovníků vedených Vratislavovým synem Bořivojem II. a Wiprechtem z Grojče, který přivedl asi 60 svých ozbrojenců. Češi utrpěli těžké ztráty, ale Vratislav byl nakonec odměněn královskou korunou. V roce 1086 Vratislav naopak věnoval Wiprechtovi ruku své dcery Judity. Věnem Wiprecht získal od české princezny zemi nedaleko českých hranic, Donínsko, území Nišanů, Labskou kotlinu k Drážďanům a oblast kolem Budyšína. V roce 1089–90 se ho tamní opozice ovšem pokusila zabít. Wiprecht dal spiklence zatknout, oslepit a zabavil jim majetek. Aby odčinil tyto skutky, vydal se na pouť do Říma a Santiaga de Compostela. Když v roce 1091 založil Wiprecht z Grojče benediktínský klášter Pegau, jeho tchán král Vratislav přispěl k jeho výstavbě darem 1 000 talentů stříbra.
| „                | Měl za prospěšné, aby hledal podporu a radu u svého tchána, to jest českého krále Vratislava. Ten mu neodmítl, když přišel. Schválil ochotně záměr chvályhodného muže, totiž svého zetě, do rukou mu odevzdal sedm set talentů, nemálo ho potěšil slovy a přislíbením, aby konal důvěrně se zřetelem na jeho pomoc a aby líbezné dílo k poctě Boha a svatého Jakuba založil s jeho dobročinností a podporou. … když pan Wiprecht využil téměř vše, co mu daroval jeho tchán, tedy český král Vratislav, opět poslal k němu a nezmýlil se v obvyklé podpoře. Ten mu totiž ještě odeslal tři sta talentů k dokončení začatého díla. | “ |
| — Pegavské anály | |   |

Následujícího roku Wiprecht povolal do Pegau čtyři mnichy z Münsterschwarzachu. Klášter byl vysvěcen 26. červenec 1096. Slavnostního vysvěcení se zúčastnil magdeburský arcibiskup, čtyři biskupové, sourozenci Wiprechtovy manželky a mnoho šlechticů z Durynska a východního Saska. Sama Wiprechtova manželka věnovala klášteru při této příležitosti královskou korunu zdobenou zlatem a drahokamy.
Založil dvě rotundy: v Grojči a Knautnaundorfu a společně s Juditou vybudovali hrad Schwerzau.
Wiprecht se aktivně zapojoval do české politiky i po smrti Vratislava II. Když v roce 1107 sesadil Svatopluk Olomoucký Bořivoje II. z knížecího stolce, Bořivoj se svých nároků nevzdával. Jednak uplatil Jindřicha V., aby Svatopluka zajal, a jednak se s Wiprechtovou družinou vydal do Čech. U Donína se ale družina rozprchla před vojáky Svatopluka pod vedením jeho bratra Oty II. Černého. Wiprecht z Grojče byl pravděpodobně jedním z iniciátorů zavraždění Svatopluka Olomouckého. Svatoplukův vrah totiž patřil mezi jeho družiníky. Wiprecht kvůli podpoře Bořivoje nakonec upadl v nemilost u císaře. Stal se z něj vůdce saské proticísařské opozice a nakonec strávil tři roky ve vězení. Ke konci života ovšem ještě zvětšil své državy, když mu císař Jindřich V. v roce 1123 udělil markrabství míšeňské a lužické. Míšeňsko se mu však nikdy nepodařilo ovládnout, a to dokonce ani s českou pomocí, neboť ho pevně držel Konrád z Wettinu, stoupenec soupeře císaře Jindřicha V., saského vévody Lothara. Wiprecht Grojčský zemřel 22. květen 1124 v klášteře Pegau. Jeho náhrobek je nyní možné spatřit v kostele sv. Vavřince v Pegau.

## Rodina
Z dětí Wiprechta a Judity se tři dožily dospělosti – kolem roku 1088 se narodil Wiprecht III. (Václav), poté Jindřich a dcera Berta, provdaná za hraběte Dediho z rodu Wettinů. Judita Grojčská zemřela 17. prosince 1108 a Wiprecht se oženil podruhé, s dvojnásobnou vdovou Kunhutou z Orlamünde, dcerou mišeňského markraběte Oty I.